# Rosa (Germania)
Rosa è un comune di 665 abitanti della Turingia, in Germania.
Appartiene al circondario (Landkreis) di Schmalkalden-Meiningen (targa SM) ed è amministrato dal comune amministratore (Erfüllende Gemeinde) di Breitungen/Werra.